# Chlorotettix latus
Chlorotettix latus är en insektsart som beskrevs av Brown 1933. Chlorotettix latus ingår i släktet Chlorotettix och familjen dvärgstritar. Inga underarter finns listade i Catalogue of Life.